# Водолей (село)
Вижте пояснителната страница за други значения на Водолей.
Водолей е село в Северна България. То се намира в община Велико Търново, област Велико Търново.

## География
Селото се намира на около 25 км северозападно от Велико Търново. В близост до него преминава река Росица. Съседни са селата — Ресен (югоизток), Дичин (запад) и Паскалевец (север).

## Население
Численост на населението според преброяванията през годините:
| \| Година на преброяване \| Численост \| \| --------------------- \| --------- \| \| 1934 \| 1257 \| \| 1946 \| 1342 \| \| 1956 \| 1244 \| \| 1965 \| 1174 \| \| 1975 \| 991 \| \| 1985 \| 825 \| \| 1992 \| 806 \| \| 2001 \| 798 \| \| 2011 \| 696 \| \| 2021 \| 447 \| |           |
| Година на преброяване | Численост |
| 1934 | 1257      |
| 1946 | 1342      |
| 1956 | 1244      |
| 1965 | 1174      |
| 1975 | 991       |
| 1985 | 825       |
| 1992 | 806       |
| 2001 | 798       |
| 2011 | 696       |
| 2021 | 447       |

### Етнически състав
Преброяване на населението през 2011 г.
Численост и дял на етническите групи според преброяването на населението през 2011 г.:
|                     | Численост | Дял (в %) |
| Общо                | 696       | 100.00    |
| Българи             | 296       | 42.52     |
| Турци               | 58        | 8.33      |
| Цигани              | 248       | 35.63     |
| Други               |           |           |
| Не се самоопределят |           |           |
| Неотговорили        | 87        | 12.50     |

## Религии
Православни християни и мюсюлмани

## Културни и природни забележителности
Селото е разположено живописно на висок бряг на 500 метра северно от река Росица, като в подножието му извират няколко чешми.

## Редовни събития
8 ноември-събор, празнуван от десетилетия наред. Преди 1968 г. на тази дата беше църковният празник Св. Димитър. Обичай на този ден е да се събират роднини и познати на печено шилешко месо. Чест за всеки стопанин от селото е да има гости. Денят за ежегодния събор е избран заради името на църквата в селото-„Св. Димитър“. Освен това на този ден стопаните празнуват завършването на земеделската година.